# Gero Zambuto
Gero Zambuto (né le 14 avril 1887, mort le 11 janvier 1944) est un acteur et réalisateur des débuts du cinéma italien.

## Biographie
Il a un fils Mauro Zambuto.

## Filmographie partielle

### Comme réalisateur
- 1913 : L'Homme tragique (L'uomo tragico)
- 1913 : La Bête de nuit  (La belva della mezzanotte)
- 1916 : Il cavaliere del silenzio
- 1917 : Il fiacre n. 13 (it) co-réalisé avec Alberto Capozzi
- 1918 : La Moglie di Claudio
- 1918 : Una sventatella
- 1918 : La Passagère (La passeggera)
- 1918 : Le Mariage d'Olympe (Il matrimonio di Olimpia)
- 1919 : Le Friquet (Friquet (it))
- 1920 : Hedda Gabler
- 1920 : Scrollina (it)
- 1921 : Le Club des extravagants (Il club degli stravaganti)
- 1923 : Povere bimbe
- 1933 : Acqua cheta
- 1937 : Fermo con le mani

### Comme acteur
- 1940 : Incanto di mezzanotte de Mario Baffico
- 1942 : Dans les catacombes de Venise (I due Foscari) de Enrico Fulchignoni
- 1942 : Nous, les vivants (Noi vivi) de Goffredo Alessandrini
- 1943 : Une nuit avec toi (Fuga a due vocide) de Carlo Ludovico Bragaglia